# Maraca
Maraca là một chi nhện trong họ Theraphosidae.

## Các loài
Chi này gồm các loài:
- Maraca cabocla (Pérez-Miles, 2000)
- Maraca horrida (Schmidt, 1994)